# Katrin Hollunger Wågnert
Katrin Hollunger Wågnert (* 1968) ist eine schwedische Juristin. Seit 2025 ist sie Richterin am Högsta domstolen, dem Obersten Gerichtshof Schwedens.

## Leben und Wirken
Hollunger Wågnert studierte Rechtswissenschaften an der Universität Lund, wo sie 1991 den Titel Master of Laws erwarb. Ihr anschließendes Referendariat leistete sie von 1992 bis 1995 am Bezirksgericht von Göteborg ab. Unterdessen erwarb sie 1993 an der University of London den Titel Master of European Laws. Nach Abschluss ihrer juristischen Ausbildung nahm sie eine Tätigkeit als Rechtsanwältin bei der Kanzlei Lagerlöf & Leman advokatbyrå auf, die 2001 in Linklaters aufging. 1999 wurde Hollunger Wågnert beisitzende Richterin am Hovrätt von West Schweden. Noch im selben Jahr wechselte sie indes an das schwedische Justizministerium, wo sie in der Folge verschiedene Stellungen innehatte. Sie begann als Rechtsexpertin und stellvertretende Direktorin in der Abteilung für Verfassungsrecht und wechselte 2009 als stellvertretende Abteilungsleiterin in die Strafverfolgungsabteilung. 2013 wurde sie stellvertretende Generaldirektorin und wechselte als Abteilungsleiterin zurück in die Abteilung für Verfassungsrecht. 2017 wurde sie zur Generaldirektorin für rechtliche Angelegenheiten befördert.
2022 war Hollunger Wågnert bereits einmal als Richterin für den Högsta domstolen im Gespräch, unterlag im Nominierungsverfahren aber letztlich Anders Perklev. Im Juni 2024 konnte sie sich bei einem erneuten Anlauf dann durchsetzen und wurde zur Richterin am Högsta domstolen ernannt. Ihre neue Stellung trat sie am 7. Januar 2025 an. Darüber hinaus ist sie Mitverfasserin eines Kommentars zum Gesetz über Geheimhaltung und den öffentlichen Zugang zu Informationen.